# Williamsburg Bridge
Williamsburg Bridge är en hängbro i New York över East River som förbinder Manhattan med Williamsburg, Brooklyn. Bron är avgiftsfri. Liksom Brooklyn Bridge trafikeras bron både av motorfordon och tåg.
Williamsburg Bridge började byggas 1896 och invigdes i december 1903. Den slutgiltiga kostnaden blev 24 miljoner dollar.